# Manuel Velázquez Cabrera

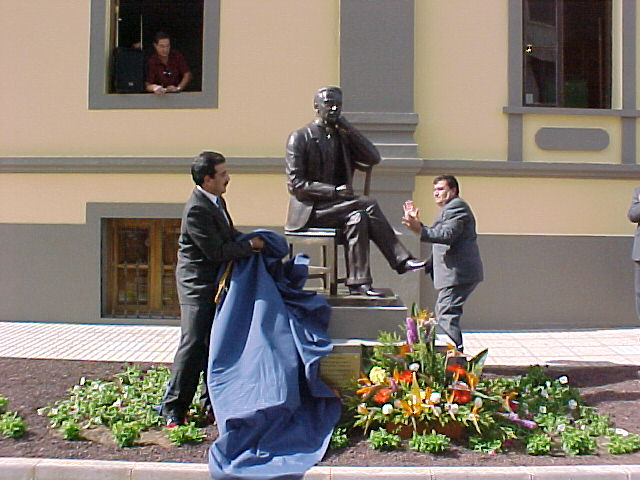
Román Rodríguez y José Juan Herrera Velázquez, presidentes del Gobierno de Canarias y del Cabildo Insular de Fuerteventura en aquel entonces, descubriendo una estatua de Emiliano Hernández en honor a Manuel Velázquez Cabrera el 08/11/2001.

Manuel Velázquez Cabrera fue un abogado y político español, nacido el 11 de noviembre de 1863 en Tiscamanita, pueblo del municipio majorero de Tuineje, en la isla canaria de Fuerteventura. Se le reconoce principalmente su contribución a la actual configuración político administrativa del archipiélago canario, como impulsor de los cabildos insulares.